# Le avventure di Elmo in Brontolandia
Le avventure di Elmo in Brontolandia (The Adventures of Elmo in Grouchland) è un film in tecnica mista del 1999 diretto da Gary Halvorson, distribuito nei cinema statunitensi dal 1º ottobre 1999 e in quelli italiani dal 20 giugno 2000.

## Trama
Elmo è molto legato alla coperta blu, dalla quale non si separa mai. Incontra Zoe, che a sua volta mostra di apprezzarla. La vorrebbe in prestito, Elmo dice di no, cominciano a tirarla da due parti. La coperta si sfilaccia, vola via, invano Elmo si mette a rincorrerla. Comincia allora il suo viaggio alla ricerca della coperta.
Triste e addolorato, Elmo chiede aiuto all'amico Oscar. Viene allora a sapere che si tratta di raggiungere il castello di Axli. Ma questi ordina ai suoi di fermarlo in tutti i modi e alla fine decide di fargli incontrare la regina dei rifiuti di Brontolandia. La regina sfida Elmo a cimentarsi con una sfida che nessuno ha mai superato: quella delle cento pernacchie.
Elmo però esce vincitore, la regina lo libera, ed egli può dirigersi verso il castello. Qui il bruco arriva in suo aiuto. Gli dice di guardare dentro, laddove giace abbandonata la coperta. Arrivano Zoe e tutti gli altri amici ed Elmo, dopo la sconfitta di Axli, divide felicemente la gioia con loro.

## Colonna sonora
- "La coperta" - Together Forever
- "Brontolandia" - Grouchland
- "Chi può sei tu" - I see a kingdoom
- "Fai il primo passo" - Take the first step
- "È mio" - Mine